# Czermin Kolonia (Hohenbach) (gmina)
Gmina Czermin Kolonia (Hohenbach) (niem. Landgemeinde Czermin Kolonia (Hohenbach)) – dawna gmina wiejska funkcjonująca w latach 1940–1944 (de facto do 1945) pod okupacją niemiecką w Polsce. Siedzibą gminy była miejscowość Czermin-Kolonia (Hohenbach) (obecnie jest to część wsi Czermin).
Gmina Czermin Kolonia (Hohenbach) funkcjonowała przejściowo podczas II wojny światowej w powiecie Debica (dębickim) w Generalnym Gubernatorstwie. Utworzona została przez hitlerowców głównie z obszaru dotychczasowej gminy Czermin ze zniesionego powiatu mieleckiego.
W skład gminy Czermin Kolonia (Hohenbach) weszło 11 gromad (liczba mieszkańców z 1943 roku): 
- Breń Osuchowski (918 mieszkańców)
- Czermin (Langenau) (157 mieszkańców)
- Czermin-Kolonia (Hohenbach) (671 mieszkańców)
- Kawęczyn (471 mieszkańców)
- Łysaków (856 mieszkańców)
- Łysakówek (416 mieszkańców)
- Otałęż (873 mieszkańców)
- Szafranów (333 mieszkańców)
- Trzciana (1494 mieszkańców)
- Wola Otałęzka (561 mieszkańców)
- Ziempniów (679 mieszkańców)

W 1943 gmina Czermin Kolonia (Hohenbach) liczyła 7574 mieszkańców.
Gminę zniesiono po wojnie, powracają do stanu administracyjnego z czasów II Rzeczypospolitej, a więc przywracając gminę Czermin.